# Högtryckstvätt

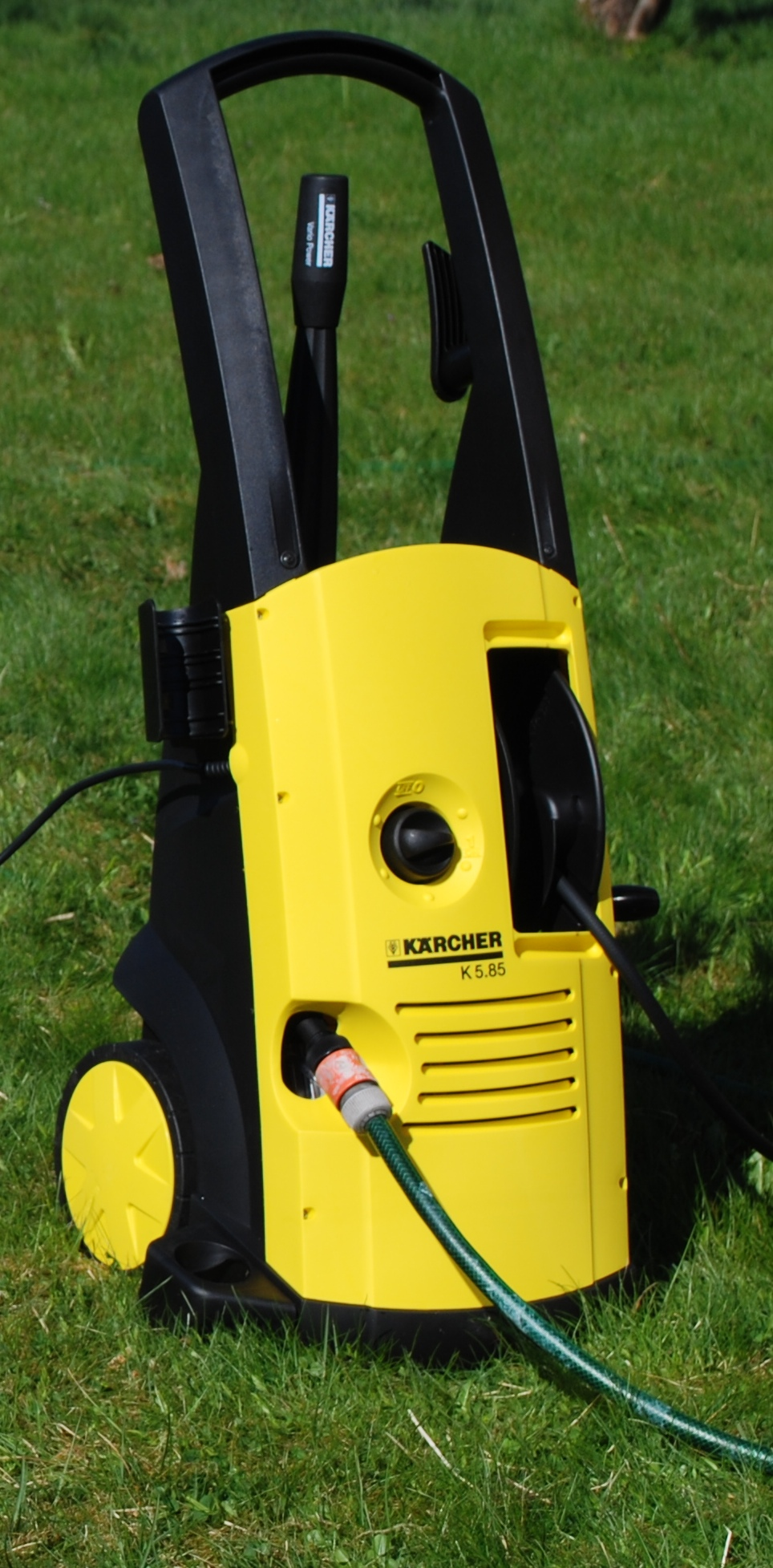
En högtryckstvätt.

En högtryckstvätt är ett redskap som huvudsakligen används för rengöring. Den fungerar genom hydromekanisk bearbetning samtidigt som vatten och rengöringsmedel löser smuts och fett. Grundfunktionen är en motor som driver en pump som i sin tur pressar vätskan genom ett munstycke. Förutom ett traditionellt spruthandtag finns olika tillbehör och munstycken för olika typer av uppgifter. Det finns högtryckstvättar som använder varmt respektive kallt vatten.

## Historia
Högtryckstvättarna utvecklades i USA under 1930-talet och framåt. Till Europa kom de via de amerikanska trupperna som var stationerade i Västtyskland efter 1945. Alfred Kärcher gavs i uppdrag att underhålla och reparera de amerikanska maskinerna. Utifrån dessa högtryckstvättar utvecklade Kärcher en egen variant med förbättringar, bland annat förbättrat tryck, en variant vars konstruktion än idag är gällande. Högtryckstvätten kan därmed sägas ha vidareutvecklats 1950 av Kärcher och hans företag Kärcher. I Tyskland har verbet Kärchern bildats för att beskriva rengöring med högtryckstvätt och på franska har varumärket bildat substantivet le kärcher för att ange högtryckstvätt. 

## Beskrivning och funktion
Högtryckstvättar kan indelas i två huvudtyper: kall- och hetvattentvättar. Kallvattentvättar kan användas med varmt eller kallt vatten. Hetvattentvättar är generellt dyrare och värmer kallt vatten för att effektivare lösa smuts och fett. Ofta sker uppvärmning genom förbränning av till exempel diesel.
Högt tryck och effektiv rengöring gör att utrustningar med goda prestanda kan spara upp till 80 procent av den vattenförbrukning som en vanlig vattenslang med bevattningsmunstycke skulle använt för samma uppgift. inblandning av i vattnet och begränsat behov av rengöringsmedel bidrar ytterligare till att högtryckstvätten kan reducera miljöpåverkan för många rengöringsuppgifter.
Tekniken att använda en högtryckt vattenstråle som verktyg återfinns även i Vattenbilning och Vattenskärning. 

## Galleri

Högtryckstvätt som används för att avlägsna gammal färg från en båt.
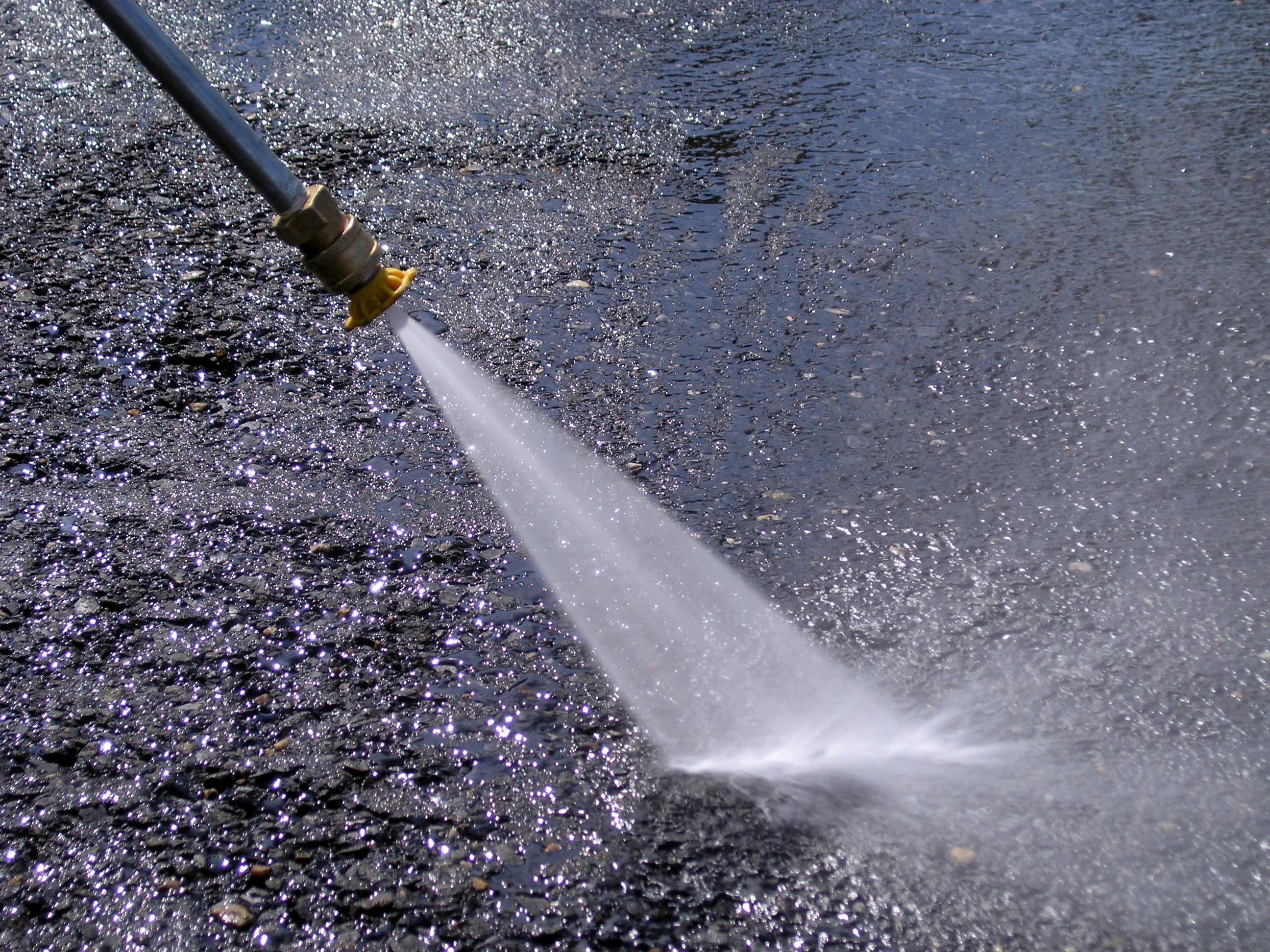
Munstycke på en högtryckstvätt.
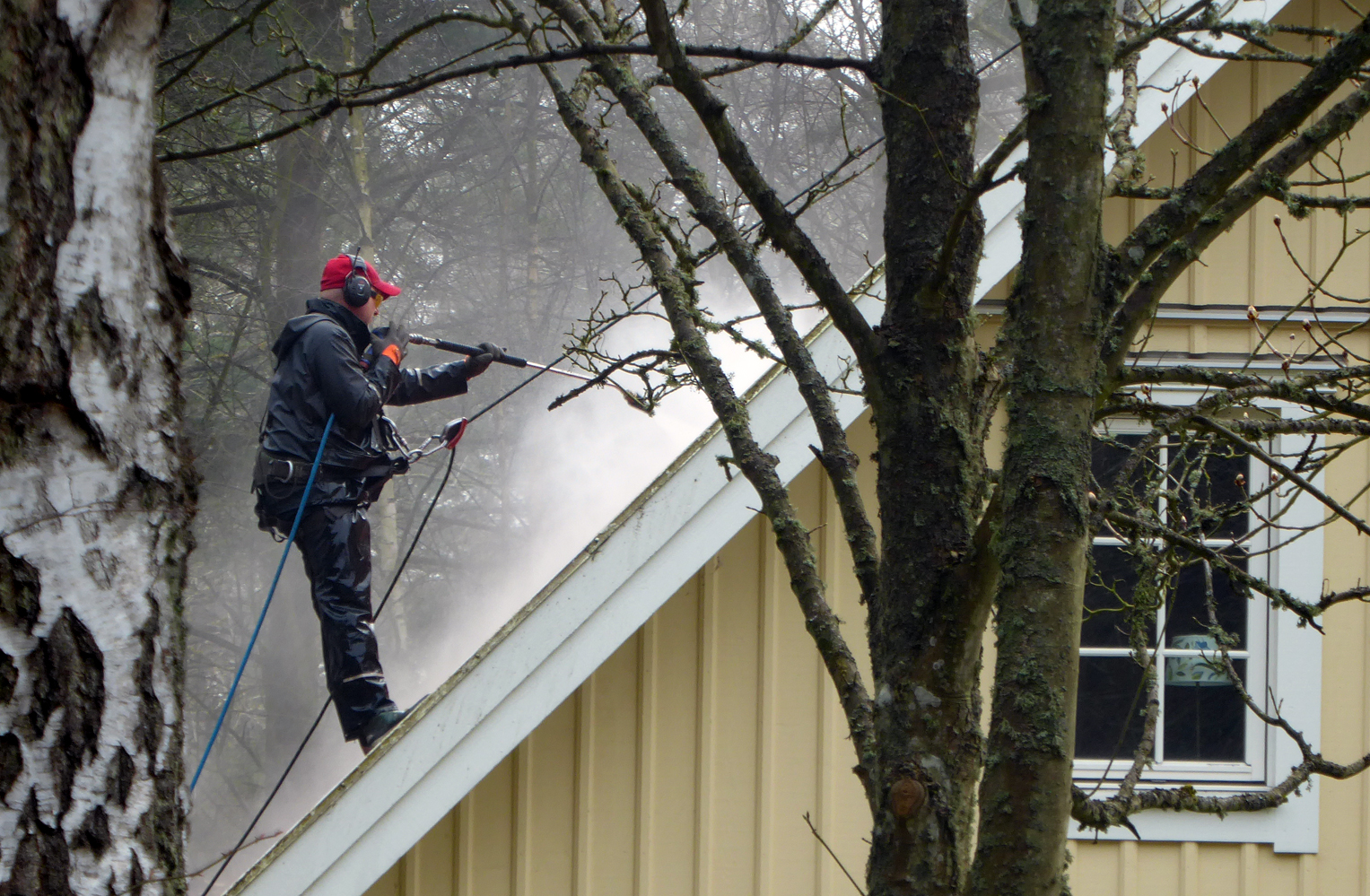
Ett tak tvättas med högtryckstvätt.

## Tillverkare
- Kärcher
- Nilfisk-Alto
- Bosch
- Stihl